# Cơ sở Thông tin Đa dạng Sinh học Toàn cầu
Cơ sở Thông tin Đa dạng Sinh học Toàn cầu, viết tắt theo tiếng Anh là GBIF, là một tổ chức quốc tế có nhiệm vụ thu thập và tổng hợp thông tin về đa dạng sinh học từ nhiều nguồn dữ liệu khắp nơi trên thế giới. GBIF được tài trợ bởi chính phủ của các quốc gia thành viên với mục đích là cung cấp kiến thức sinh học cho mọi người.

## Lịch sử thành lập
GBIF ra đời từ một khuyến nghị năm 1999 của nhóm Tin học Đa dạng Sinh học (Biodiversity Informatics Subgroup) thuộc Diễn đàn Tổ chức Hợp tác và Phát triển Kinh tế (OECD). Khuyến nghị đó đã được các bộ trưởng khoa học của OECD tán thành và vào năm 2001, GBIF chính thức được thành lập thông qua Biên bản ghi nhớ giữa các chính phủ tham gia.
GBIF đã hợp tác với nhiều tổ chức quốc tế khác như Catalogue of Life, Hiệp hội mã vạch sự sống (The Consortium for the Barcode of Life), Tiêu chuẩn Thông tin Đa dạng sinh học (Biodiversity Information Standards) và Encyclopedia of Life. Dữ liệu đa dạng sinh học có sẵn trên GBIF đã tăng hơn 1.150% trong thập kỷ qua, một phần là do sự tham gia của các nhà khoa học công dân (citizen science), những người thu thập và nhập thông tin vào cơ sở dữ liệu.